# Совићи (Груде)
Совићи су насељено мјесто у Босни и Херцеговини у општини Груде које административно припада Федерацији Босне и Херцеговине. Према попису становништва из 1991. у насељу је живјело 2.664 становника.

## Географски положај
Налазе тик уз границу са Хрватском, у близини Имотског.

## Становништво
| Националност       | 1991.          | 1981.          | 1971.          |
| Хрвати             | 2.643 (99,21%) | 3.030 (99,11%) | 3.192 (99,47%) |
| Срби               | 1 (0,03%)      | 7 (0,22%)      | 2 (0,06%)      |
| Муслимани          | 0              | 0              | 0              |
| Југословени        | 2 (0,07%)      | 5 (0,16%)      | 0              |
| остали и непознато | 18 (0,67%)     | 15 (0,49%)     | 15 (0,46%)     |
| Укупно             | 2.664          | 3.057          | 3.209          |

### Католици у Совићима 1844.
| година | број села | број кућа | одрасли | дјеца | број становника |
| 1844.  | /         | 105       | /       | /     | 680             |

## Познате особе
- Рафаел Бобан, усташки официр
- Мате Бобан, председник ХР Херцег-Босна